# Wehrkreis XX
Het Wehrkreis XX (Danzig)  (vrije vertaling: 20e militaire district) was een territoriaal bestuurlijke eenheid van de Wehrmacht tijdens het nationaalsocialistische Duitse Rijk. Het bestond vanaf 1939 tot 1945.
Het Wehrkreis (militaire district) was verantwoordelijk voor de militaire veiligheid van het gebied van de administratieve districten Danzig, Marienwerder en Bromberg, evenals voor de bevoorrading en training van delen van het Heer in dit gebied.
Het Wehrkreis  (militaire district) omvatte alleen het Wehrersatzbezirk (vrije vertaling: militaire vervangingsdistrict) Danzig. Het hoofdkwartier was in Danzig.
Het gebied van het Wehrkreis XX was 23.000 vierkante kilometer, met een bevolking van 2.259.000.

## Bevelhebbers

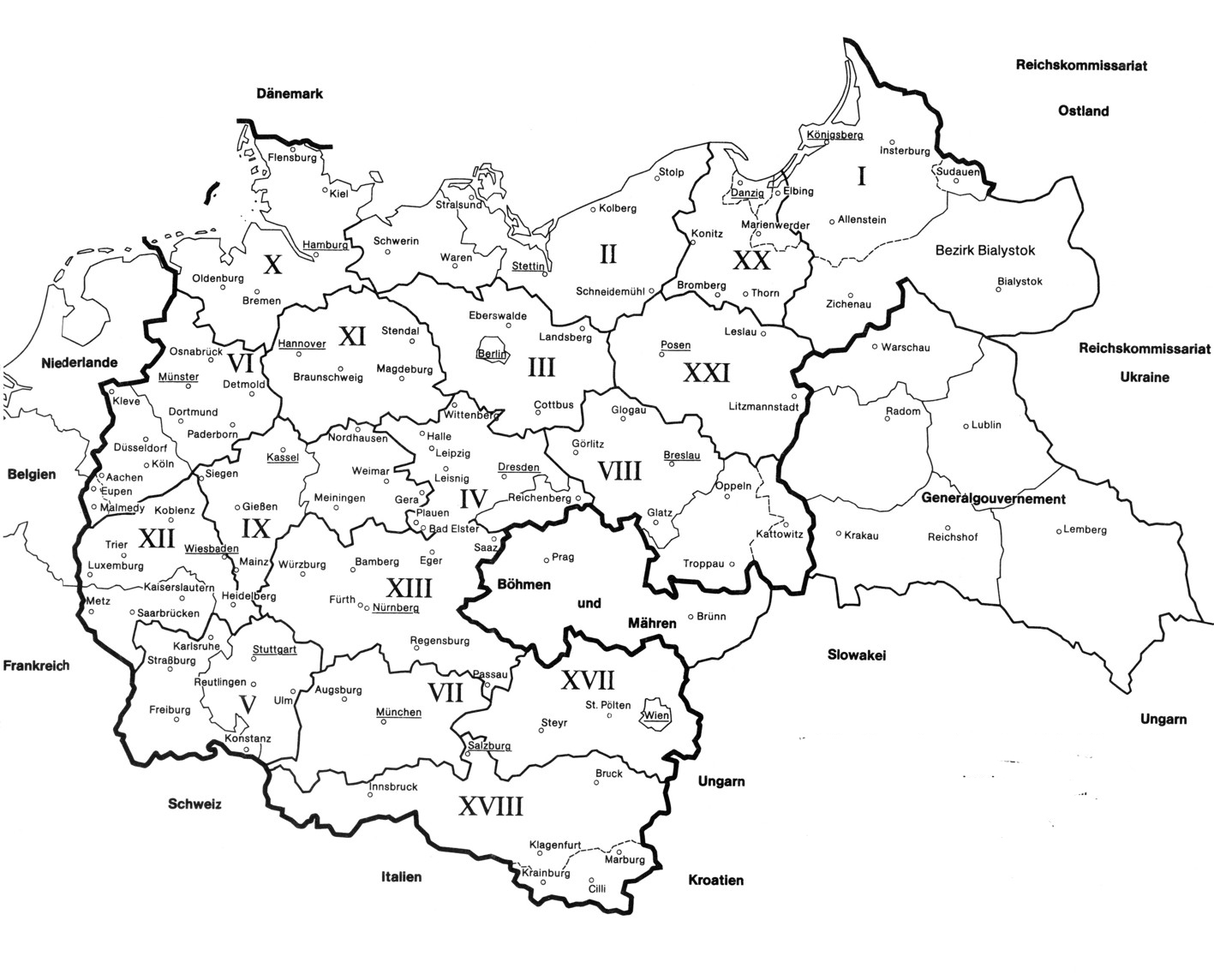
Kaart van de Wehrkreise in 1943-1944.

## Bevelhebbers[3]
| Rang                   | Naam                | Begin                        | Eind                               | Opmerking |
| ---------------------- | ------------------- | ---------------------------- | ---------------------------------- | --- |
| Generalleutnant        | Max Bock            | 23 oktober 1939              | 28 februari 1943 - 30 april 1943   | Op 1 december 1940 bevorderd tot General der Infanterie. |
| General der Infanterie | Bodewin Keitel      | 1 maart 1943 - 30 april 1943 | 15 oktober 1944 - 30 november 1944 | |
| Generalleutnant        | Karl Wilhelm Specht | 1 december 1944              | Januari 1945 - 16 maart 1945       | Op 15 januari 1945 bevorderd tot General der Infanterie. Specht werd op 16 maart 1945 benoemd tot commandant van het Korps Hela. Het Wehrkreis werd in januari 1945 door het Russisch leger overlopen. |

## Politieautoriteiten en SD-diensten
Höherer SS- und Polizeiführer (HSSPF):
- Fritz Katzmann

Befehlshaber der Ordnungspolizei (BdO):
- Franz Diermann (3 september 1943 - 3 maart 1944[12])